# Molongum laxum
Molongum laxum är en oleanderväxtart som först beskrevs av George Bentham, och fick sitt nu gällande namn av Marcel Pichon. Molongum laxum ingår i släktet Molongum och familjen oleanderväxter. Inga underarter finns listade i Catalogue of Life.